# 스톤월 잭슨
토머스 조너선 잭슨(Thomas Jonathan Jackson, 1824년 1월 20일 혹은 21일 ~ 1863년 5월 10일)은 미국 남북 전쟁 시대의 남부 연합의 군인이자 장군이다. 미국의 역사를 대표하는 용장 중 한 명이며 그가 치른 눈부신 전투로 인해 돌담벼락 잭슨(Stonewall Jackson 스톤월 잭슨[*])이라고 불렸다. 로버트 리 장군의 심복으로 북군을 괴롭혔으나, 챈슬러즈빌 전투 이후 사망하였다.

## 생애

### 어린 시절

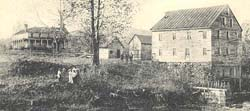
커민즈 잭슨의 잭슨 농장

토머스 잭슨은 1824년 1월 20일에 버지니아주 클랙스버그(현재의 웨스트버지니아주)에서 태어났다. 아버지의 증조부인 존 잭슨은 북아일랜드에서 태어나 1748년 미국으로 건너와 미국 독립전쟁에도 종군하였고, 전후엔 버지니아 민병대의 장교로써 복무했던 인물이었다.
토머스 잭슨은 아버지 조너선과 어머니 줄리아의 3번째 아이로 태어났다. 양친들도 버지니아에서 태어났었고, 아버지는 변호사를 하고 있었다. 2살 때 아버지와 4살 연상의 누나 엘리자베스가 장티푸스로 급사하고, 어머니는 장남 워런, 차남 토머스, 태어난 지 얼마 안 된 차녀 로라안 등 3명의 아이를 떠안게 되었다. 어머니는 가재를 팔아 작은 집으로 이사하고, 교사와 바느질일을 해서 3명의 아이를 길렀다. 4년 후 어머니는 재혼했으나, 3명의 형제와 계부였던 브레이크 윈드손은 서로 사이가 좋지 않았다. 다음해 어머니는 출산 중에 합병증으로 사망했고, 3명의 형제는 고아가 되었다.
그 시기 잭슨은 7살이었다. 형은 어머니 측의 친척에게로, 잭슨과 여동생은 버지니아의 전사(田舍)에서 농장을 경영하던 아버지 측의 숙부인 커민즈 잭슨에게로 가게 되었다. 숙부는 잭슨에 대해 교사를 붙여주어 엄하게 교육시켰다. 당시 버지니아의 전사에서는 공교육을 받는 것은 어려웠었다. 잭슨은 먼 곳의 학교에 통학하며, 자습과 독학을 통해 열심히 공부했다. 그때쯤 잭슨은 농장의 흑인 노예에게 읽고 쓰는 법을 가르쳐 주었다. 내트 터너의 반란 이후 노예에게 읽고 쓰는 법을 가르치는 것은 버지니아주 법에 위반되는 행위였으나, 그런데도 잭슨은 노예와 약속을 지켰다고 한다.

### 합중국 군인으로써
1842년 잭슨은 웨스트포인트의 육군사관학교에 입학했다. 그때까지의 교육환경의 차이로 입학시험에서 곤경에 빠져 첫 학년에는 낙제에 해당하는 성적을 거두기도 했다. 그러나 잭슨은 사관후보생 중에도 누구보다도 열심히 공부에 전념하여 1846년 졸업 시에는 59명중에 17위까지 석차를 올렸다. 동급생들은 만약 학교가 1년 더 연장하였다면 잭슨은 수석을 차지했을 것이라고 회상하였다.
미국육군에서는 최초로 제1포병연대에 배속되어, 빠르게도 1846년부터 벌어진 미국-멕시코 전쟁에 참전하였다. 그 시기 잭슨은 과감한 전투를 보여 2번이나 명예승진을 거두었다. 그리고 멕시코에서 로버트 리 와도 친구가 되었다.
1851년 봄, 잭슨은 렉싱턴에 있던 버지니아 군사 학교(Virginia Military Institute, VMI)의 교관에 취임했다. 담당교과는 자연철학(지금으로 말하자면 수학)과 포병술 이었다. 잭슨의 지도내용의 기초적인 부분은 지금의 같은 학교에서 이용하는 것과 거의 같다. 다만 교관으로써는 매우 엄격하였기에 훈련생들 사이에서는 매우 인기는 없었다. 렉싱턴에서 잭슨은 장로파교회가 흑인들에 대해 열어놓았던 일요학교의 교사로서 일했다. 그때 잭슨의 집에는 6명의 노예를 소유하고 있었으나 그중에 알버트와 에미는 자신들이 잭슨에 대해 사서 맡아달라고 부탁하였고, 엔마는 몸을 의탁할 곳이 없는 고아를 받아들였던 것이었다.
1853년 렉싱턴 카렌츠(현재의 렉싱턴 리 대학) 학장의 딸인 엘리아노 잭슨과 처음 결혼했으나 장남을 출산하던 중 산후조리가 나빠져 모자 모두 죽었다. 1857년 마리 안나 모리슨과 재혼했다. 1858년 장녀가 태어났으나 어릴 때 죽었다. 1862년 차녀 줄리아 모어가 태어났다.
1859년 과격한 노예해방주의자 존 브라운이 봉기한 일명 하퍼스페리 봉기사건이 발생했다. 그 시기 잭슨은 존 브라운의 처형장 경비를 명령받아 군학교 훈련생에서 편성된 임시 부대의 포병대 지휘관으로 찰스타운까지 출동하였다. 시대를 무너뜨릴 전운은 농후해지고 있었다. 1861년 모든 남부인의 운명을 뒤바꾸었던 남북 전쟁이 발발하였다.

### 돌벽(石壁)장군 잭슨
남북전쟁 개전 초기 잭슨은 남군에 입대한 신병들의 교육을 담당했다. 6월 17일 잭슨은 준장으로 승진해 버지니아 2, 4, 5, 27, 33 보병연대들로 구성된 잭슨여단(旅団)의 지휘를 맡게 되었다.
7월 어빙 맥도웰이 이끄는 32,000명의 북군이 리치먼드를 향해 남하했다. 피에르 보우리가드가 이끄는 28,000명의 남군이 이를 맞아 싸워 7월 21일 제1차 불런 전투(남부 측에서의 호칭은 제1차 매나서스 전투)가 시작되었다. 수적 우세한 북군의 공세 앞에 남군의 전선은 무너졌으나 완강하게 저항을 계속한 부대가 있었다. 잭슨 여단이었다. 잭슨은 격렬한 전투가 계속되는 전장에 서서 부동자세로 지휘를 계속했다. 이것을 보고 용기를 불어넣기 위해 버나드 엘리옷 비 2세(Barnard Elliott Bee, Jr.)장군이 외쳤다.
잭슨이 돌담처럼 버티고 있다. 여기서 죽도록 싸우면 우리가 이길 것이다. 나를 따르라!(There is Jackson standing like a stone wall. Let us determine to die here, and we will conquer. Follow me)

비 장군은 얼마 후 전사한다. 남군은 반격에 나섰고, 북군은 무너지고 말았다. 잭슨은 스톤웰 잭슨이란 별칭으로 불리게 된 것은 바로 이 전투 때부터이다.

### 계곡 전역

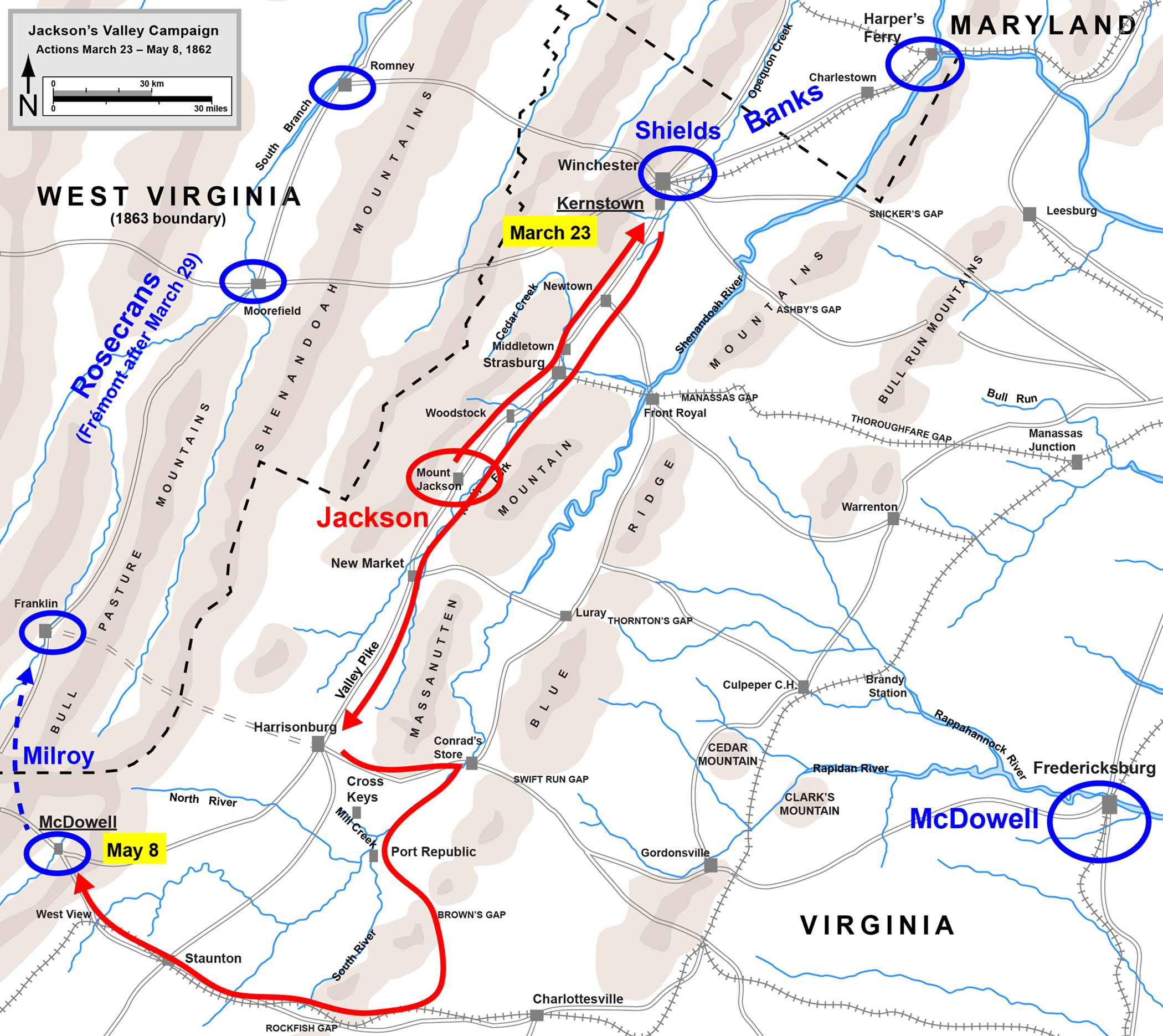
계곡 전역 - 1862년 5월9일까지

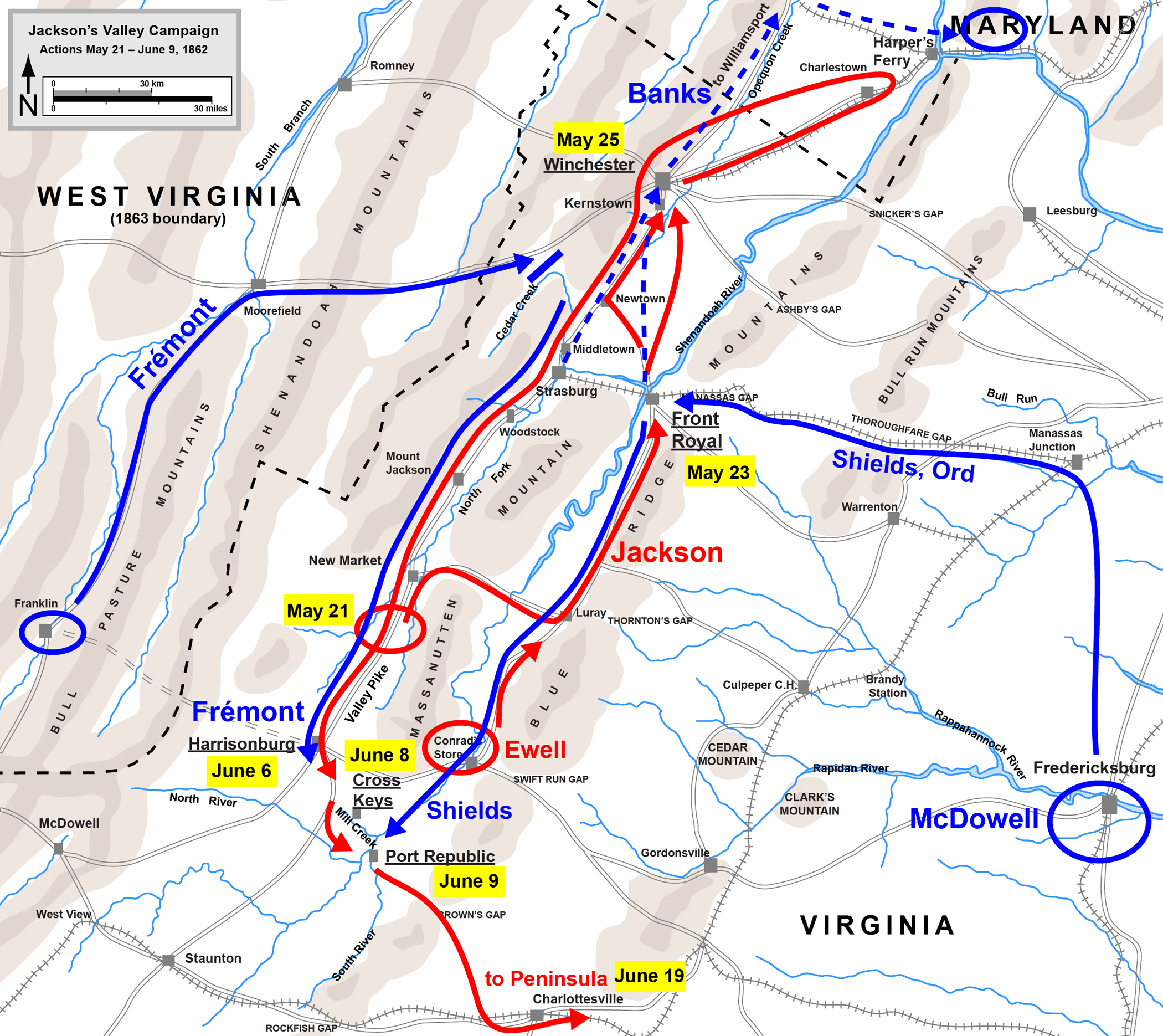
계곡 전역 - 1862년 5월23일 이후

10월 7일 잭슨은 소장으로 승진했다. 다음해 1862년 봄, 북군의 조지 B. 매클렐란이 이끄는 포토맥군은 바다로부터 남부동맹의 수도 리치먼드에 압박을 가하는 반도 전역과 맥도웰이 이끄는 군이 북쪽에서 리치먼드를, 나다니엘 프렌티스 뱅크스가 지휘하는 북군은 셰넌도어 계곡을 위협하는 자세를 보였다. 이에 대해 잭슨은 셰넌도어 계곡을 방위하는 임무를 받았다. 여기서 잭슨의 계곡 전역이 시작되었다.
3월 23일 퀀즈타운 전투는 잭슨군의 패배로 끝났으나, 링컨에게 수도 워싱턴의 방위상의 불안을 안겨주어, 북군 일부를 전선에서 차출하게 만들어 전략상 승리를 얻었다. 그리고 이것은 계곡 전역에서 벌어진 전투에서 잭슨의 유일한 패배였다.
증원을 얻은 잭슨군은 곧 맥도웰 전투(5월 8일~9일)에서 로버트 H. 밀로이와 로버트 C. 쉥크(Robert C. Schenck)의 부대를 격파했다. 다음 뱅크스의 군을 프론트 로얄 전투(5월 23일)와 윈체스터 전투(5월 25일)에서 격파했다. 잭슨군의 활동에 경악한 링컨은 존 C. 프레몬트가 이끄는 군을 보냈으나 잭슨은 그를 크로스 키즈 전투(6월 8일)와 포트 리퍼블릭 전투(6월 9일)에서 승리해 북군을 셰넌도어 계곡에서 몰아내었다.
계곡 전역에 걸쳐 잭슨은 17,000명을 이끌고 48일간 646마일을 기동해, 5번의 대회전에서 승리해 합계 60,000명의 적군을 격파했다. 이 승리는 남부동맹의 사기를 크게 높였고, 잭슨은 일약 남부의 영웅이 되었다.

### 리의 오른팔
계곡 전역 종결 후, 잭슨군은 리의 지휘 하에 들어갔고 북버지니아군의 제2군단의 지휘를 맡게 되었다. 이후 우수한 부하에게 별동대를 주어 행동을 시킨 리의 작전 지휘에서 잭슨은 꼭 필요한 존재였다. 잭슨 군단은 바로 리치먼드 방위에 불려오게 되었고, 비버팀 크리크 전투(6월 26일)에 달려왔다. 매클렐런은 이것을 남부의 새로운 부대가 도착한 것으로 오인하고 남군의 총병력을 과대평가하여 반도 전역을 끝마치기로 결정했다. 이 매클렐런의 후퇴는 남북 전쟁의 종결을 3년간 더 연장시키게 만들었다.
그러나 그 뒤로 계속된 7일 전투(6월 25일~7월 1일)에서의 잭슨군단의 활동은 그 빛을 잃었다. 게인즈밀 전투와 새비지 스테이션 전투에서 전장에 도착하는 게 늦어져 화이트 오크 스웜프 전투(Battle of White Oak Swamp)에서는 결정적인 전기를 놓쳤다. 말베른 언덕 전투(Battle of Malvern Hill)에서는 무모한 정면공격을 감행해 다수의 인명피해를 입었다. 7일 전투에서 잭슨군의 활동에 대해선 비판이 많았다. 다만 그 시기 잭슨군단은 계곡 전역이래 기동에 기동을 거듭해 전력에 많은 소모를 가져왔던 것도 사실이었다.
제2차 불런 전투(8월 28일~30일)에서는 잭슨군단은 포프가 이끄는 북군의 측면을 우회하여 보급기지를 차지하고, 북군의 공격을 유도하여 이를 격파했다. 승리의 여세를 몰아 실시된 북부 침공작전(메릴랜드 전역)에서는 잭슨 군단은 병기 공장이었던 하퍼즈페리를 점령하였으나, 앤티텀 전투(9월 17일)에서 커다란 피해를 입고 작전은 실패로 끝났다. 다만 그 후 프레데릭스버그 전투(12월 11일~15일)에서 잭슨군단은 북군 공세를 훌륭하게 방어해 남군을 승리로 이끌었다.

## 이른 죽음
1863년 봄, 북군의 포토맥군은 새로운 사령관 조셉 후커에 의해 11만의 대군으로 증강되어, 다시 공세에 나섰다. 리는 이에 대해 저지에 나섰다. 휘하에 약 18,000명을 남기고, 잭슨군단 28,000명을 서쪽으로 우회시켜 북군의 좌익을 찔렀다. 5월 2일 저녁 잭슨군단이 북군의 측면을 공격할 때 북군은 저녁식사와 여흥을 즐기고 있던 와중이었다. 공격은 기습이 되어, 다수의 북군병사들이 한발의 총알도 쏘지 못하고 포로가 되었다. 그 후 4일간의 전투 끝에 북군은 후퇴하고 말았다.
저지에 성공하고, 챈슬러즈빌 전투에서 남군은 빛나는 승리를 얻었으나, 한편으론 남군은 보충할 수 없는 손실을 입었다. 전투가 끝나고 사령부로 귀환하던 잭슨과 사령부요원들은 이 일행을 북군의 기병부대로 오인한 남군의 노스캐롤라이나 연대의 장병에게 멈추라는 명령을 받았다. 그러나 그 장병들은 대답을 듣기 전에 발포하여, 잭슨은 3발의 총탄을 맞고 말았다.(왼쪽 팔에 2발, 오른쪽에 1발). 그때 그와 동행한 사령부요원도 몇 명이 이 오발사격에 희생되었다. 거기에 암흑과 오발사격에 의한 혼란으로 인해 잭슨은 재빠른 치료를 받지 못하게 되었다.

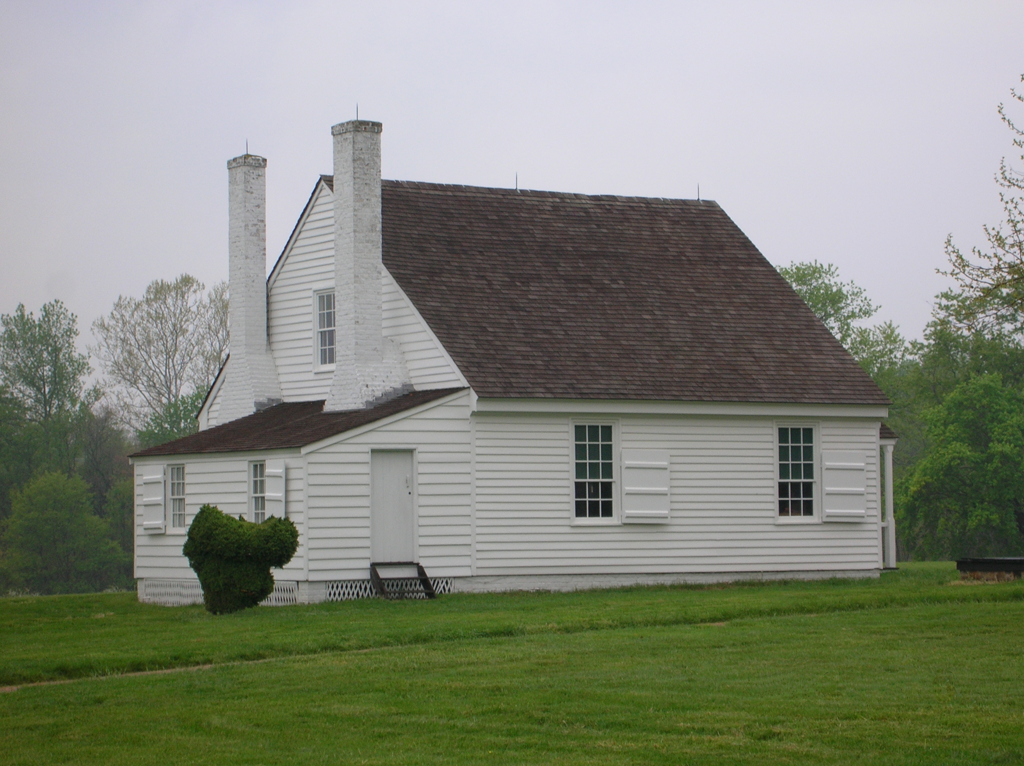
버지니아 Guinea Station에 있는 잭슨이 사망한 농장사무소

그 뒤 잭슨은 왼손절단 수술을 받고 부근의 농장사무소에 수용되었으나, 그 과정에서 폐렴을 함께 동반하게 되어 상태는 서서히 악화되었다. 5월 10일 잭슨은 숨을 거두었다. 죽음의 병석에서 멀리 풍경을 바라보았다. 잭슨의 마지막을 지켜본 맥과이어 의사는 다음과 같이 기록했다.
| “ | 죽기 전 잭슨은 정신 착란 상태에 빠져 외쳤다. "A.P. 힐에게 공격준비하라고 전해라, 보병들을 빨리 전선으로 이동시켜라! 호크 소령에게 얘기해". 그러고 나서 말하는 걸 멈춰서 문장은 완전히 끝나지 않았다. 얼마 안있어 그의 창백한 얼굴에 뭐라 말로 표현할 수 없는 달콤한 미소가 번졌고, 조용히 얘기했다. "강을 건너서 나무 밑에서 쉬자" | ” |

이것이 그의 마지막 말이었다.
잭슨의 죽음은 리의 사령부에도 알려졌다. 젊을 적 친구이면서 가장 신뢰할 수 있던 부하의 죽음을 리는 다음과 같이 탄식했다고 전해진다.
| “ | 그는 왼팔을 잃었지만, 나는 오른팔을 잃고 말았다! | ” |

## 인물
잭슨은 남북전쟁에서 가장 우수한 장군 중 한 명으로 손꼽힌다. 만약 잭슨이 살아있었다면, 리는 게티즈버그 전투를 이겼을 가능성도 있다. 전투 지휘에서는 잭슨은 작전의 비 에 뛰어났고, 또 전투 규칙을 지키는 것을 중시했다. 리와는 대조적으로 외견적인 인상을 주는 일은 없었다. 오래된 군복을 좋아하고, 승마도 특기는 아니었다. 장군이라기보다는 한 명의 병사처럼 보였다.
잭슨은 신앙심이 깊어 일요일에 전투를 벌이는 것을 좋아하지 않았다. 아내와 딸을 사랑해, 따뜻한 말이 넘치는 편지를 보냈다. 잭슨은 묘하게 잠자는 것으로도 유명하다. 입안에 음식물을 머금고 잠자기도 했던 것으로 전해진다.

## 후세의 영향
잭슨의 시신은 리치몬드로 호송된 후, 렉싱턴의 스톤폴 잭슨 기념묘지에 매장되었다. 남부에서는 잭슨은 커다란 존경을 받아 많은 사람들이 그의 죽음을 슬퍼했다. 전후, 아내 마리 안나는 잭슨에 관련된 책을 출판하고, 그의 인품을 세상에 알려지게 했다. 마리 안나는 '남부 연합의 미망인'으로도 불리었고, 1915년에 사망했다.

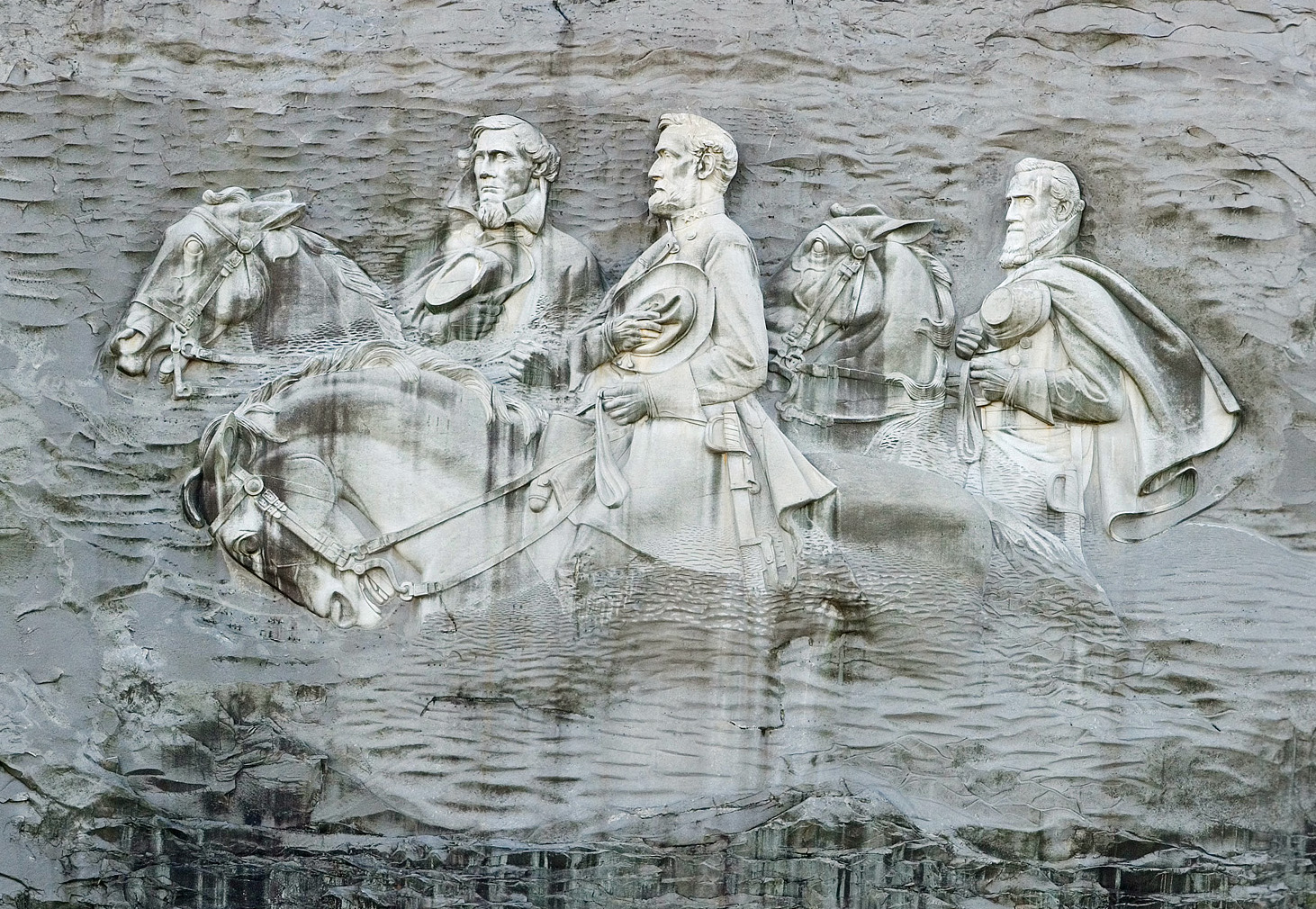
스톤 마운틴에 있는 부조. 좌측부터 데이비스, 리, 잭슨

조지아 주의 스톤 마운틴에는 데이비스, 리와 함께 잭슨의 부조가 새겨져 있고, 다른 많은 장소에 동상이 건립되었다. 웨스트버지니아 주에는 잭슨의 이름을 기념하여 스톤웰 잭슨 주립공원이 있다. 부근에는 잭슨이 소년기를 보낸 농장의 일부가 현재도 보존되어 있어, 잭슨 스마일이라고 부른다.
미국해군은 '스톤웰 잭슨'이란 이름의 함정을 3척 보유하고 있다. 제2차 세계 대전 중에는 'T.J 잭슨'이란 리버티선도 건조하였다. 남부 연합이 프랑스에서 발주하고 건조한 장갑함 스톤웰은 남북전쟁에서는 활약하지는 않았지만, 그 후 일본에 매각되어, 무진전쟁의 미야고만 해전에서 활약했다.
잭슨의 탄생일은 현재 버지니아 주에서 '리, 잭슨 데이'라는 기념일이 되었다.